# 韦查冯
韦查冯（Wychavon），是英格兰西部西密德蘭伍斯特郡一区。面积666平方千米，位于郡的东部。大部分为塞文河和埃文河肥沃的谷地，东南和西南两端各有科茨沃尔德丘陵之一部分，中部、南部出产水果和蔬菜。伊夫舍姆镇有水果、蔬菜罐头制造业。羅伊特威奇鎮自古羅馬時代起就以含鹽礦泉和浴池聞名。